# Cal Ferrer Lluís
Cal Ferrer Lluís és una masia de Sant Feliu de Buixalleu (Selva) inclosa a l'Inventari del Patrimoni Arquitectònic de Catalunya.

## Descripció
Casa aïllada, situada a l'entrada de Gaserans.
De planta baixa i pis, ha estat objecte d'una gran i recent reforma, com indica la seva façana principal, on hi ha una marca d'un afegit. El ràfec de la teulada és triple i la coberta és a doble vessant amb teula plana.
A la planta baixa, al centre hi ha la porta d'accés a l'edifici, en arc de mig punt amb llinda de maons, i brancals de pedra. A cada costat de la porta hi ha una finestra, les dues amb forma rectangular, amb llinda, brancals i ampit de pedra (la de la dreta, d'una mida més gran).
Al pis hi ha dues finestres rectangulars amb llinda, brancals i ampit de pedra.